# ابرها (فیلم ۲۰۰۰)
ابرها (انگلیسی: Clouds) یک فیلم سینمایی آمریکایی محصول سال ۲۰۰۰ است به کارگردانی و نویسندگی دون تامپسون است.